# Leptocoryphium
Leptocoryphium Nees é um género botânico pertencente à família Poaceae.